# 喬康妲·迪·薇托

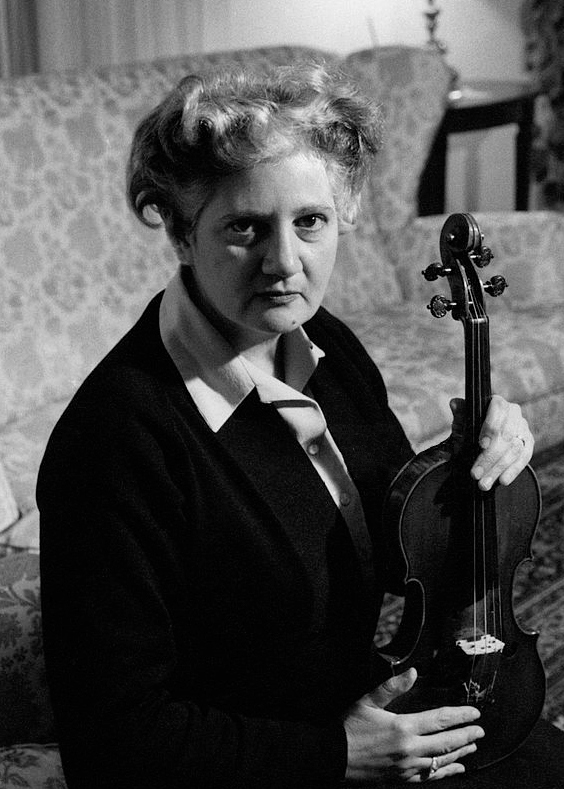
焦孔达·德维托，1961年

喬康妲·迪·薇托（義大利語：Gioconda de Vito，1907年7月26日—1994年10月14日）是意大利裔英籍小提琴家，20世紀最著名的女性演奏家之一。

## 生平

### 早年
喬康妲·迪·薇托出生於義大利南部的马丁纳弗兰卡，家裏從事釀酒。8歲時，迪·薇托任職於職業樂團的叔叔啟蒙她的小提琴演奏。11歲時，她進入佩萨罗的羅西尼音樂院（Accademia Rossiniana Pesaro）就讀，師從雷米·普林茨皮（Remy Principe）。

### 職業生涯
迪·薇托13歲畢業後，旋即開始獨奏家生涯。17歲時，甫成立的巴里音樂學院聘她為教授。25歲時，迪·薇托在維也納贏得國際比賽首獎，小提琴家杨·库贝利克（Jan Kubelík）對她讚譽有加，此外她也與托斯卡尼尼合作演出。雖然她的演奏事業受到二戰的打擊，但很快就恢復過來。1948年，她與指揮家维克多·德·萨巴塔在倫敦合作，演出勃拉姆斯的小提琴協奏曲，這是她的倫敦首演。迪·薇托在愛丁堡音樂節的演出，則受到當代的小提琴名家如梅纽因、史騰等人的好評。五〇年代前後，迪·薇托的名聲已經相當穩固。她與富特文格勒多次合作，1953年則為教宗庇護十二世演奏。
迪·薇托的巡演足跡遍佈澳洲、印度、以色列、蘇聯以及歐洲各地，但未曾去過美國。

### 退休
在1957年為羅馬主教演奏後，迪·薇托決定於三年後退休。1961年，迪·薇托正式退休，她停止了所有演奏活動，也沒有從事教學。
迪·薇托於1994年去世，享年八十七。

## 風格
迪·薇托的演奏發音甜美，但並不使用大幅度的揉音。她的保留曲目甚少，但其音樂推進順暢，流動性甚佳。

## 作品

### 商業錄音
迪·薇托的錄音集中在EMI品牌之下，與艾德溫·費雪合作的勃拉姆斯小提琴奏鳴曲是她最重要的錄音之一。

## 個人生活
1949年，迪·薇托和EMI的唱片监制大卫·必克尼尔（David Bicknell）结婚，後者於1988年逝世。

## 外部連結
- 喬康妲·迪·薇托的Discogs页面（英文）